# Cris Campion
Pour les articles homonymes, voir Campion.
Cris Campion, surnom de Thierry Campion, né le 1er septembre 1964 à Versailles, est un ancien acteur français.
De 1986 à 2009, Cris Campion a joué dans de nombreux films, séries ou encore pièces de théâtre. Après une dernière apparition à la télévision dans la série Plus belle la vie en décembre 2009, il prend la décision d'arrêter sa carrière d'acteur pour se consacrer à d'autres projets.

## Biographie
Il a été le batteur du groupe Koeur's (oc) au début des années 1980 dont il est renvoyé pour avoir un tempo un peu lent. En 1985, il est repéré par Dominique Besnehard et choisi par Roman Polanski pour y interpréter La Grenouille dans Pirates.
C'est Roman Polanski qui lui impose le prénom Cris, trouvant que Thierry faisait trop français et pouvait être un obstacle au succès aux États-Unis de Pirates
Il a été nommé à deux reprises au César du meilleur espoir masculin en 1987 pour le film Pirates et en 1988 pour le film Champ d'honneur.
Sa carrière se fait plus discrète au début des années 1990 où il apparaît principalement à la télévision. En 1992, sur le tournage de Charlemagne, le prince à cheval, il rencontre l'actrice Anny Duperey qui sera sa compagne pendant 11 ans. En 1997, il réalise le documentaire Le mystère Hakka parlant de la Chine moderne. En 2000, il a pendant plusieurs épisodes du feuilleton Une famille formidable joué le rôle de Vincent, l'amant de Catherine, rôle principal joué par sa compagne Anny Duperey.
Par la suite, après plusieurs années de figuration, il joue dans une pièce de théâtre aux côtés de Serena Reinaldi et Christophe Bourseiller en 2006. Il a également tenu le rôle de Cédric, un homme de main travaillant pour la mafia lyonnaise, dans le prime time   de la série Plus belle la vie, rôle qu'il reprend le temps de quelques épisodes en 2009.

## Vie privée
Cris Campion est marié à l'actrice Guilhaine Dubos, dont est issue une fille, Cléo Campion, née en 1995.
Bien qu'on ne les ait vus que comme amants dans la série Une famille formidable, Anny Duperey et Cris Campion ont vraiment été en couple et mariés.

## Filmographie

### Cinéma
- 1986 : Pirates de Roman Polanski : Jean-Baptiste, dit La Grenouille
- 1987 : Champ d'honneur de Jean-Pierre Denis : Pierre Naboulet
- 1987 : Un sketch (Aria), segment Les Boréades de Robert Altman : non crédité au générique
- 1987 : Beyond Therapy de Robert Altman : Andrew
- 1988 : Le Client (court métrage) de Marc Serhan : Eric
- 1991 : Fortune Express de Olivier Schatzky : Pascal Perkiss
- 1992 : Sup de fric de Christian Gion : Victor Dargelas
- 1992 : Ma sœur, mon amour de Suzy Cohen : Gaëtan
- 1995 : Taxandria de Raoul Servais : Klooster (voix)
- 1998 : Le Chemin du lac (court métrage) de Vincent Batallion
- 2003 : Laisse tes mains sur mes hanches de Chantal Lauby : le musicien
- 2004 : Les Gaous d'Igor Sekulic

### Télévision
- 1988 : Ray Bradbury présente (The Ray Bradbury Theater) : Terwilliger
- 1990 : Les Cadavres exquis de Patricia Highsmith : Jean Arnaud
- 1992 : Les Aventures du jeune Indiana Jones : Lieutenant Gaston
- 1992 : Le Voyage d'Eva : Laurent
- 1993 : Charlemagne, le prince à cheval de Clive Donner : Pépin le Bossu
- 1994 : Fortitude : Pierrot
- 1995 : Navarro : Antoine
- 1996 : La Femme de la forêt : Bertrand
- 1997 : Hors limites : Cyril
- 1998 : Le Bahut : Jérôme
- 2000 : Une famille formidable : Vincent
- 2001 : Marie Fransson : Atlas
- 2001 : Méditerranée : Marco
- 2002 : Gaëtan et Rachel en toute innocence de Suzy Cohen
- 2003 : Julie Lescaut, épisode 5 saison 12, Hors la loi de Bernard Uzan : Berteau
- 2004 : Frank Riva : Stan
- 2005 : Les Vagues
- 2005 : La Tête haute de Gérard Jourd'hui
- 2006 : Les Hauts plateaux
- 2006 : P.J. : Jean-Marie
- 2007 : Greco : Joseph
- 2007 : Section de recherches, saison 2, épisode 7 : Alain Le Garrec
- 2008-2009 :  Plus belle la vie : Cédric Morel